# Chosrau, Schirin und der Fischer

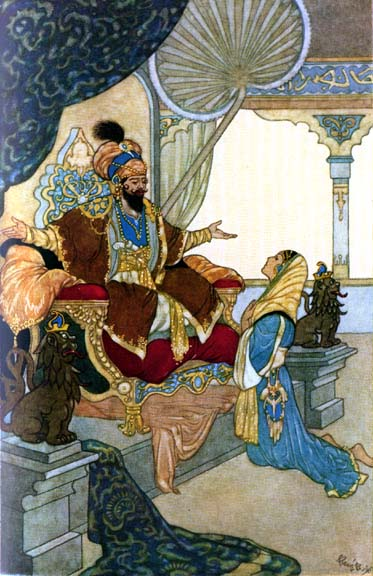
Chosrau II. und seine Gattin Schirin. Zeichnung von René Bull.

Chosrau, Schirin und der Fischer ist eine Erzählung aus den Geschichten aus Tausendundeiner Nacht. In der Arabian Nights Encyclopedia wird sie als ANE 123 geführt.
In der Kurzgeschichte hört der persisch-sassanidische Herrscher Chosrau II. (reg. 590 bis 628) auf, auf seine Gattin Schirin, die ihn schlecht berät, und überhaupt jemals wieder auf eine Frau zu hören.

## Handlung
Der sassanidische König Chosrau aß gerne Fische. Als er eines Tages mit seiner Gattin Schirin Hof hielt, kam ein Fischer zu ihm und überreichte ihm als Geschenk einen riesigen Fisch, woraufhin der König ihm viertausend Dirham gab. Schirin machte ihrem Gatten Vorwürfe wegen seiner übertriebenen Großzügigkeit und behauptete, fortan werde jeder Höfling, der weniger als diesen Betrag erhielt, denken, dass der König ihn weniger schätze als einen Fischer. Um das Geld zurückzubekommen, wollte Schirin den Fischer überlisten. Sie fragte, ob der Fisch männlich oder weiblich sei. Der schlaue Fischer antwortete, der Fisch sei ein Zwitter, mit beiden Geschlechtern. Da lachte der König und belohnte ihn mit 4.000 weiteren Dirham. Auf seinem Weg nach draußen ließ der Fischer versehentlich einen Dirham fallen und bückte sich, um ihn aufzuheben. Schirin warf dem Fischer nun Geiz vor, denn er lasse nicht einmal einen Dirham für die Diener zurück. Der Fischer wurde zurückgerufen und befragt, behauptete aber, dass er die Münze nur aufgehoben hatte, weil er nicht auf das darauf geprägte Bildnis des Königs treten wollte. Nun gab König Chosrau ihm noch einmal 4.000 Dirham und beschloss, nie wieder auf den Rat einer Frau zu hören.

## Hintergrund

### Tausendundeine Nacht-Nutzung
Die Anekdote findet sich in den ägyptischen Manuskripten und in den frühen arabischen Druckausgaben von Tausendundeine Nacht. Die Kalkutta-II-Ausgabe diente als Vorlage für die Übersetzungen von Richard Burton und Enno Littmann.

### Rezeption
In der klassisch-arabischen Literatur findet sich die Geschichte erstmals im Kitâb al-Mahâsin wa-'l-addâd, das fälschlicherweise al-Dschahiz (gest. 869) zugeschrieben wird.

### Wissenswertes
Chosrau und Schirin sind eines der bekanntesten Liebespaare der nahöstlich-orientalischen Literatur, deren Geschichte durch den persischen Schriftsteller Nezami (1141–1209) in dem Epos Chosrau und Schirin verewigt wurde.
Die Erzählung, dass Chosrau nie wieder auf eine Frau hörte bzw. das Befolgen der Anweisungen einer Frau ins Unglück führe, fand auch Einzug in die religiöse Literatur des Islam. In den Hadithsammlungen, die Überlieferungen enthalten, die angeblich auf den Propheten Muhammad zurückgehen, findet sich die Erzählung, dass Muhammad die Thronbesteigung einer Tochter Chosraus mit den Worten kommentierte: „Kein Volk, das von einer Frau geführt wird, wird erfolgreich sein.“ Diese Erzählung findet sich etwa im Sahih al-Bukahri (Nr. 4425) und wird in konservativen islamischen Kreisen wörtlich genommen. Taqī al-Dīn al-Nabhānī (gest. 1977), der Gründer der islamistischen Bewegung Hizb ut-Tahrir, nutzte den Hadith zur Begründung seiner Ansicht, dass eine Frau kein Kalif werden und kein führendes Amt besetzen darf.

## Ausgaben
- Enno Littmann: Die Erzählungen aus den tausendundein Nächten, Insel Verlag, Frankfurt 1968 (Erstausgabe 1922–1928), 6 Bände (Kalkutta-II-Edition), Band 3, S. 494–496.
- Joseph-Charles Mardrus: The Book of the Thousand Nights and One Night, Routledge, London 1989, 4 Bände, Band 2, S. 387f.